# José Moreno Mora
José Alcides Moreno Mora, cunoscut și cu numele de Pepe Moreno (n. 10 septembrie 1981, Santander de Quilichao, Columbia) este un fotbalist columbian retras din activitate, care a jucat pe postul de atacant. A mai evoluat în Europa la Dinamo Kiev. În America de Sud, el a jucat în 143 de meciuri de campionat și a înscris 37 de goluri pentru mai multe echipe: Deportivo Pasto (Columbia), America de Cali (Columbia), Millonarios (Columbia), și Independiente de Avellaneda (Argentina). La America de Cali a fost coechipier cu portarul Stelei, Robinson Zapata. A marcat cinci goluri în returul sezonului 2007/2008 pentru Steaua, după care a revenit la Independiente. În luna februarie 2010, a revenit în Ghencea, sub formă de împrumut de unde a plecat la sfârșitul returului.